# Долни Кубин
Долни Кубин (слч. Dolný Kubín, мађ. Alsókubin) град је у северној Словачкој, који лежи на реци Орави у Жилинском крају. 2004. године, град је имао око 19.900 становника.

## Историја
Први писани докази о постојаању града датирају из 1314. године. Град је основан у 14. веку, када је припадао тадашњој држави Орава. Статус града добио је 1632. године, да би његов статус био још више ојачан када је, 1632. године, град добио трговачка права и повластице. 1683. године је град постао седиште Ораве. 1776. године, град је постао седиште дистрикта Процесус, најмање административне јединице у Краљевини Угарској.
Долни Кубин је доживео велики развитак тек након Другог светског рата, када је у град доведена електрична енегерија, као и остала инфраструктура.

## Становништво
| Година:    | 1994.  | 2004.   | 2014.   | 2024.   |
| ---------- | ------ | ------- | ------- | ------- |
| Број људи: | 19 464 | 19 883  | 19 291  | 17 540  |
| Разлика:   |        | +2,15 % | -2,97 % | -9,07 % |

| Година:    | 2023.  | 2024.   |
| ---------- | ------ | ------- |
| Број људи: | 17 600 | 17 540  |
| Разлика:   |        | -0,34 % |

Према попису из 2001. године Долни Кубин има близу 20.000 становника.
Етнички састав:
- Словаци - 97,03%,
- Чеси - 1.07%,
- Роми - 0,28%
- остали.

Верски састав:
- римокатолици - 65,11%,
- Лутеранци - 16,62%,
- атеисти - 14,55%,
- остали.

## Партнерски градови
- Јегра
- Завјерће